# Club insulaire des Kerkennah
Le Club insulaire des Kerkennah est un club de volley-ball tunisien basé aux Kerkennah.